# 브라마하티야
브라마하티야(산스크리트어: ब्रह्महत्या, Brahmahatyā), 또한 브라마나하티야(산스크리트어:  ब्राह्मणहत्या, Brāhmaṇahatyā)는 "브라만 살해"를 일컬는 산스크리트어 용어이다. 마누스므리티는 브라만 살해를 가장 큰 죄이자 가장 높은 마하파타카(대죄)로 간주한다.
브라하하티야는 또한 푸라나와 같은 힌두교 경전에서 끔찍한 여성으로 의인화된다. 붉은 머리에 파란 예복을 입은 것으로 묘사되는 그녀는 브라만 살인자들을 쫓으며 시끄럽게 웃는다고 한다.

## 문학
라마야나는 인드라와 브리트라 사이의 갈등을 설명한다. 인드라가 브리트라를 죽인 후 그는 브라마하티야의 죄를 짓고 즉시 마비되어 의식을 잃는다. 신들은 아슈바메다 희생을 수행하여 인드라의 죄를 정화한다. 같은 서사시에서 라바나를 죽인 라마의 브라마하티야 죄를 속죄하기 위해 시타는 모래로 라메스와람 사원에 시바 숭배를 위한 링감을 설치한다.
마츠야 푸라나에서는 시바의 비크샤타나 형태에 대한 전설을 설명한다. 시바는 브라흐마의 머리 중 하나를 베고 손바닥에 신의 두개골을 붙인 채 브라마하티야의 죄를 짓는다. 이 죄를 속죄하기 위해 시바는 탁발승으로 변장하고 땅을 헤매다가 카시에 도착하여 구원을 얻었다.
일부 문헌에는 힌두교 순례지인 티르타의 수역에서 목욕을 하면 브라마하티야의 죄 중 하나가 정화된다고 명시되어 있다.

## 같이 보기
- 프라야싯타
- 브라타